# Tritaxys
Tritaxys – rodzaj muchówek z rodziny rączycowatych (Tachinidae).

## Wybrane gatunki
- T. australis Macquart, 1847[1]
- T. braueri (de Meijere, 1924)[1]
- T. milias Walker, 1849